# Nihonogomphus gilvus
Nihonogomphus gilvus là loài chuồn chuồn trong họ Gomphidae. Loài này được Chao mô tả khoa học đầu tiên năm 1954.